# Tanz im Mittelalter

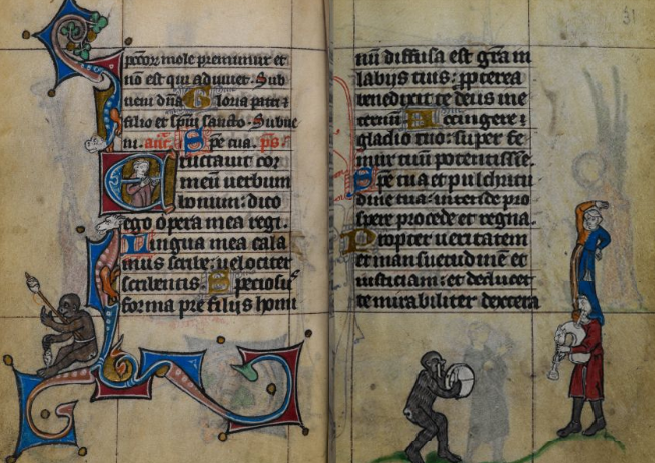
Musikanten und Tänzerin, Maastricht Book of Hours, 1300/1325

Zum Tanz im Mittelalter ist wenig in Quellen überliefert. Hinweise gibt es in der bildenden Kunst, der Buchmalerei, verstreut in literarischen Texten und in Einzelfällen rekonstruiert aus wenigen Musikbeispielen. Die ersten überlieferten Beschreibungen von Tänzen datieren aus der Mitte des 15. Jahrhunderts, d. h. nach Beginn der Renaissance in Italien.

## Die Begrifflichkeiten von Tanz im Mittelalter
Im Mittelalter wird ab dem 12. Jahrhundert der Paartanz oder auch Dreiergruppentanz als tantz/danse/danza von dem Reigentanz als reien/chorea/carole unterschieden. Außerdem findet sich die begriffliche Unterscheidung des höfischen Tanzes als hovetanz/estampie/saltarello vom Tanz der unteren Stände als firle’fei/hoppelrei/piva. Beim Volkstanz lassen sich zum einen deutlichere regionale Eigenheiten erkennen und zum anderen der Hang zu sprunghaften Reigentänzen. Hier wurde vornehmlich im Freien getanzt, bspw. auf dem Dorfanger oder unter der Linde. Erst im Verlaufe des 14. Jahrhunderts verlagerte sich das Tanzen in die sogenannten Tanzhäuser. Dagegen lässt sich beim höfischen Tanz ein europaweit einheitlicheres Bild erkennen: Hier wurde vor allem in geschlossenen Räumen (am Hof) getanzt und die Bewegungen folgten starren und klaren Regeln. Auch beim höfischen Tanz finden sich ebenfalls die Formen des Reigens, der Dreiergruppe und des Paartanzes, nur in ‚gesitteter‘ Form. Für den kollektiven Tanz werden im mittelhochdeutschen Sprachgebrauch vor allem die Verben tanzen und reien verwendet; mit den Tanzstrophen Neidharts aus dem 13. Jahrhundert kommt der Begriff springen dazu. (Ridewanzen bedeutet getretener, nicht gesprungener Tanz). Alle drei Bezeichnungen scheinen im Sprachgebrauch eine weitgehend übereinstimmende Bedeutung gehabt zu haben, jedoch mit der Ausnahme, dass springen immer noch eher mit einer Form des Solotanzes verbunden worden ist. Besonders die Reigentänze stießen in klerikalen Kreise auf Ablehnung. Vielmehr galten sie als heidnischer Ritus, der vom Teufel zur Unsitte in die Welt gebracht worden ist, um die Menschen zu unmoralischen Handlungen zu verleiten.

## Die klerikale Sicht und der religiöse Kontext
Dabei ist ‚Tanz‘ auch in religiösen Kontexten im mittelalterlichen Westeuropa kein Randphänomen, so finden sich z. B. etwa 220 Belege für Tanzsituationen in Kirchen vom 5. bis zum 8. Jahrhundert. Auch hielten ab dem 12. Jahrhundert tanzartige Bewegungen Eingang in die Gottesdienste oder bei christlichen Prozessionen, vermutlich aufgrund ihrer symbolhaltigen Bedeutung. Umfassende Verbote von ‚Tanz‘ seitens der Kirche kamen jedoch nur höchst selten und in Ausnahmefälle späterer Zeiten vor. Dabei ging es bei der kritischen Beurteilung von ‚Tanz‘ aus kirchlicher Sicht vorrangig nicht um den Tanz selbst, sondern um die unmoralischen oder unchristlichen Begleiterscheinungen, die eine Tanzsituation mit sich bringen konnte. Dem gegenüber stand das in der christlichen Vorstellung stehende Bild des Gläubigen, der sich als Teil des unendlichen Reigens verstehen sollte und danach streben sollte in den ewigen Engelsreigen im Himmel einzutreten. Das gesamte Mittelalter hindurch bis in die frühe Neuzeit wurde Tanz zur Unterhaltung aus klerikaler Sicht hauptsächlich negativ bewertet. Dagegen sind positive Stellungnahmen seitens der Kirche eher seltener zu verzeichnen und nur im Kontext religiösen Handelns überliefert.

### Das Tanzlied von Kölbigk: ein ‚legendäres‘ Beispiel
Das älteste überlieferte Schriftzeugnis zum ‚Tanz‘ im deutschen Sprachraum ist die „Tanzlegende von Kölbigk“ um das Jahr 1020, in der Tanz, eine Tanzaufforderung sowie Konflikt und Wunderereignisse thematisiert werden. Wohl ursprünglich auf Niederdeutsch verfasst, ist der Text nur in lateinischer Übertragung in chronikalischen Berichten erhalten geblieben. Die Überlieferung des Tanzlieds ist Teil der in Mitteleuropa über Jahrhunderte hinweg bekannten Warnlegende des sogenannten Kölbigker Tanzes. Es handelt sich um eine Erzählung, die an ein wohl nicht mehr zu rekonstruierendes historisches Ereignis angegliedert worden ist. Dabei soll eine Gruppe junger Menschen in direkter Nähe zur Kirche in Kölbigk am Heiligabend den Gottesdienst durch einen ausgelassenen Tanz gestört und dafür mit einem einjährigen Straftanz gebüßt haben. Nach der Beendigung des Fluchs waren die Tänzer durch einen motus/tremor membrorum (ein ‚Gliederzittern‘) gezeichnet und irrten in der Welt umher. In der Legende wird der scheinbar historische Kern mit dem Fluchmythos kombiniert, der sich bereits bei Augustinus in der Erzählung von der „Witwe von Cäsarea“ findet. Jedoch konnten für die sichere Feststellung des realen Kerns keine schriftlichen Zeugnisse in der unmittelbaren Umgebung des Schauplatzes ermittelt werden. Um welche Art des Tanzes es sich handelte, bleibt ebenfalls offen. Es könnte sich sowohl um einen Schreittanz, einen Stampftanz oder einen Reigen gehandelt haben; vielleicht auch um eine Kombination aus allen dreien. Vor allem verknüpft sich hier die Paarbildung beim Tanzen mit der Brautentführung der Priestertochter. Die Haltung zum Tanz ist in diesem Lied und in der Legende eher kritisch. Die Freude des Tanzens wendet sich durch den Fluch ins Leid; das perpetuierte Vergnügen wird durch den Zwang zur Qual. Eventuell wird hier der Gegensatz zwischen heidnischem Tanz und christlicher Religionsausübung dargestellt. Darüber hinaus bleibt das Lied offen für Aktualisierungen der namentlich genannten Personen. Der sich wiederholende Kehrreim ist ein ursprüngliches Element der Gattung des ‚Tanzlieds‘ und spricht für die Zuordnung zu den Tanzliedern, zumindest nimmt der Tanz hier eine wichtige thematische Stelle ein.

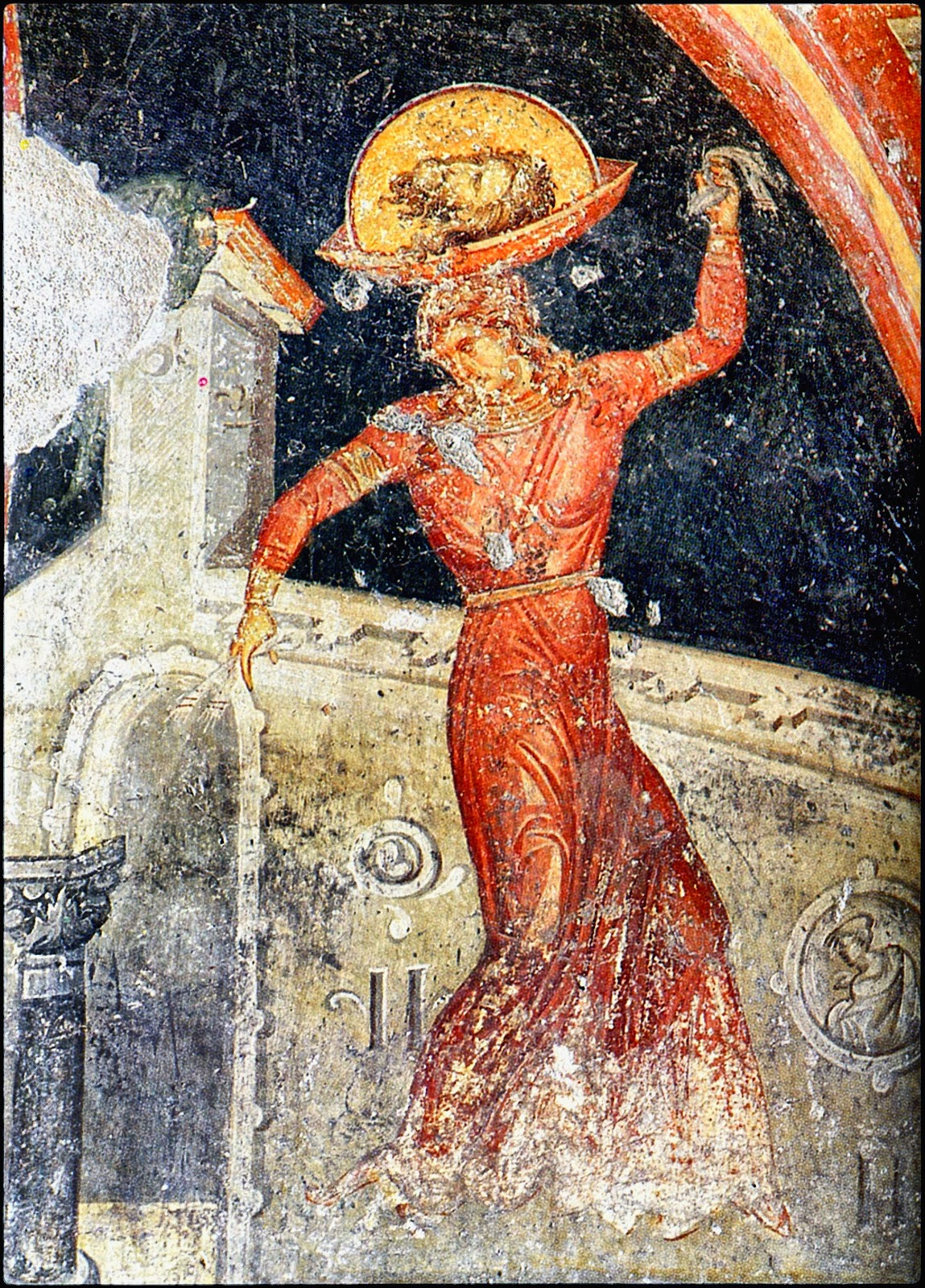
Tanzende Salome mit dem Haupt Johannes des Täufers; Fresko in Thessaloniki, 14. Jh.

### Der Tanz der Salome: ein biblisches Beispiel
Die in zahlreichen mittelalterlichen Kunstwerken, etwa in Handschriftenillustrationen und der Kathedralplastik, dargestellte Erzählung, in der der Tanz eher kritisch gesehen wird, ist die Passage vom „Tanz der Salome“ im Kontext der Hinrichtung Johannes des Täufers, in welcher die Darstellung des Tanzes als „dionysisch(e) Grenzüberschreitung“ per se galt. Salome ist die Stieftochter des Herodes. Aufgrund der Ausgefallenheit ihrer Tanzkunst, die vermutlich sowohl Elemente des akrobatischen Tanzes als auch des erotisierenden Tanzes vereint hatte, leistete Herodes ihr ein offenes Versprechen (in der Kulturwissenschaft rash boon genannt). Die Mutter Salomes Herodias nutzte diese Situation, um Johannes den Täufer töten zu lassen. Der Tanz der Salome fungiert hierbei als erzählerischer Zwischenschritt, damit die Figur des Herodes sein Versprechen hält. Daher wird Salomes erotisierender Tanz durchweg als „Exempelfigur für die Lasterhaftigkeit des weiblichen Tanzes“ herangezogen. Dabei steht sie beispielhaft für die „weibliche Sündhaftigkeit und ekstatisch-diabolische Entgrenzung im Tanz.“

## Tanz und Tanzaufforderungen im Minnesang

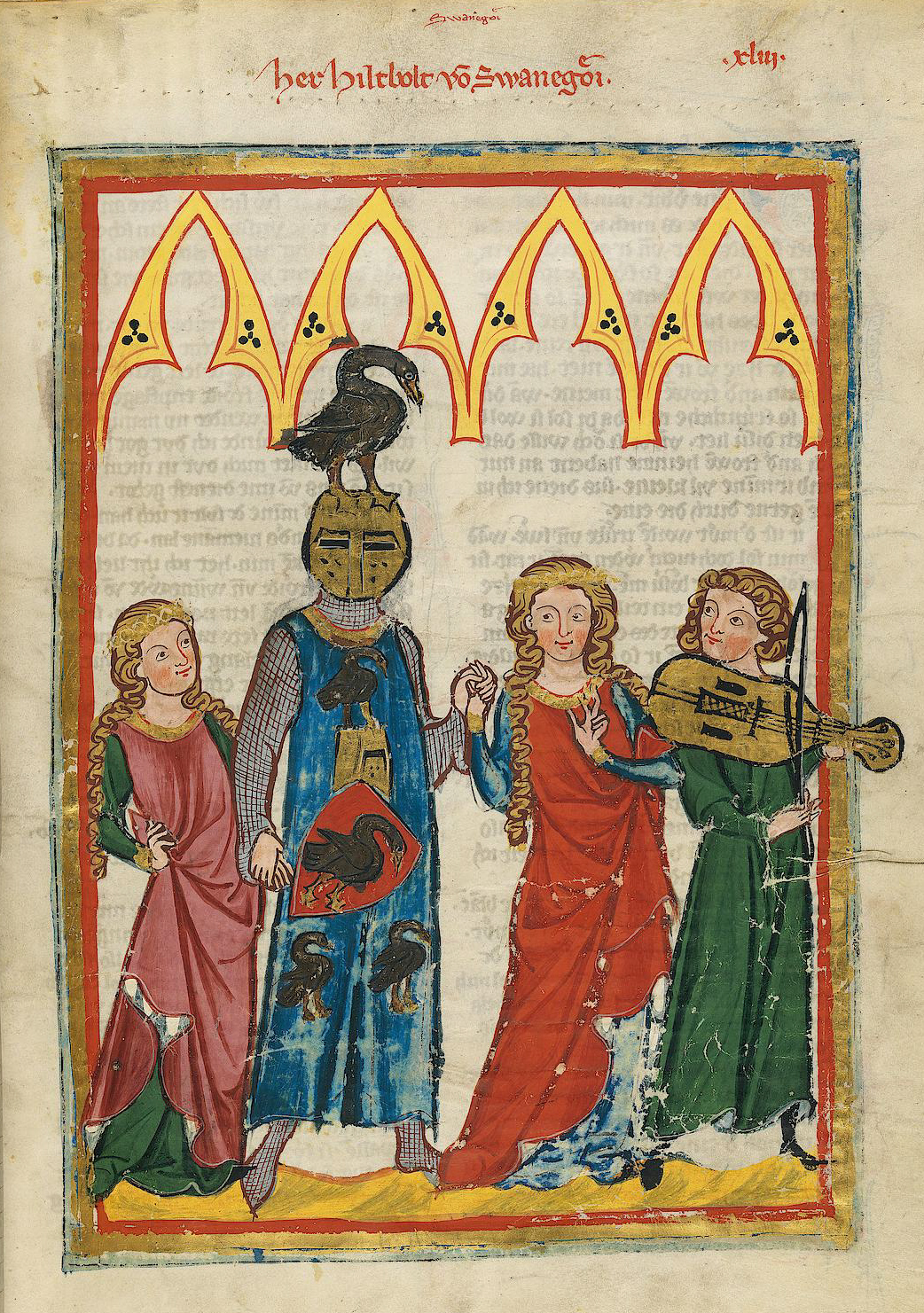
Hiltbolt von Swanegoen führt zwei Damen zum Reigen, Manessische Liederhandschrift, 1305/1315

Eine weitere literarische Gattung, in der der mittelalterliche Tanz thematisiert wird, ist der Minnesang. Der Begriff Tanzlied oder auch Tanzleich ist in der mittelalterlichen Literaturforschung bislang nicht genau definiert worden. Handelt ein Tanzlied nur vom Tanzen oder wird es auch zum Tanzen aufgeführt? In Ulrich von Lichtensteins ‚Frauendienst‘ bspw. sind von den 58 überlieferten Liedern 26 Lieder als tanzwîsen oder reye tituliert, obwohl sie inhaltlich nicht vom ‚Tanz‘ handeln. Andererseits kann nicht eindeutig geklärt werden, ob Lieder, in denen ‚Tanz‘ thematisiert wird, auch zum Tanzen gespielt worden sind. Somit kann keine eindeutige (Sub-)Gattung unter dem Begriff Tanzlied definiert werden, da die Ausprägungen zu differenziert sind und sich hauptsächlich auf die literarischen Elemente bezogen wird. Außerdem kann der performative Akt, aufgrund der Quellenlage, nicht mehr abschließend rekonstruiert werden. Darüber hinaus gibt es eine Vielzahl an Liedern, die sich durch „performative Elemente selbst als Tanzlieder inszenieren.“ Exemplarisch seien hier die Sänger Walther von der Vogelweide und Neidhart zu nennen, bei letzterem sei besonders auf die Tanzaufforderung als immer wiederkehrendes Element verwiesen. Bei Walther von der Vogelweide ist vor allem das Lied „Nemt vrowe disen kranz“ zu nennen, in welchem die Aufforderung zum Tanzen mit der Kontaktaufnahme zu Personen des anderen Geschlechts und damit mit Liebe und Liebesbeziehungen verbunden wird. Besonders das angesprochene bluomen brechen thematisiert auf doppeldeutiger Ebene den Deflorations-Moment. Eine ähnliche Funktion hat der Tanz auch bei Gottfried von Neifen „Schouwet ûf den anger“. Zu Tannhäusers Leich IV, dem sogenannten ‚Tanzleich‘ findet sich zudem eine der wenigen Musiküberlieferungen aus dem 13. Jahrhundert. Hier wird die ansonsten allgemeine Tanzsituation durch den Sänger individualisiert und deutlicher erotisiert. Tanz und Erotik laufen zusammen, das eine ist das metaphorische Vorspiel des anderen. Dabei stellt sich heraus, dass der Leich nicht nur vom ‚Tanz‘ berichtet, sondern sich selbst als Tanzmusik herausstellt. Durch das Reißen einer Seite des Fiedelbogens wird das Lied beendet, was sinnbildlich für den akuten Abbruch der Aufführungssituation steht. Dagegen verbindet sich bei Neidhart vor allem in seinen Winterliedern, z. B. „Dô der liebe summer“ die hypothetische Tanzsituation mit dem Anlass zur Eifersucht und zu gewaltvollen Übergriffen, sowohl unter den Dörpern mit dem Sänger als auch gegen die anwesenden Frauen. Jedoch fungiert auch hier der Tanz als Gelegenheit zur Zweisamkeit und zum Vergnügen, welches aufgrund von Neid und Eifersucht gewaltvolle Rivalitätenkämpfe nach sich zieht. Besonders Neidhart etabliert in seinen Texten neue „motivische, formale und (tanz-)terminologische Innovationen“ und sticht somit im Kontinuum des höfischen Minnesangs hervor.

## Weitere Tänze und Tanzsituationen

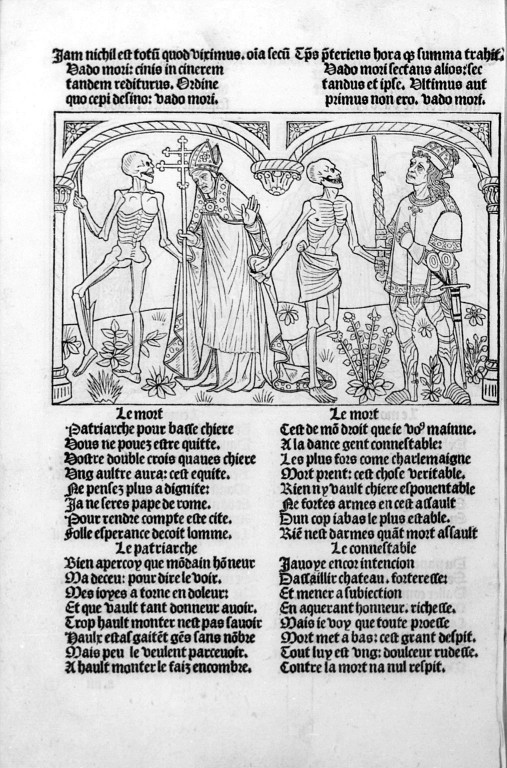
Guy Marchand: Danse macabre, 1486

Besonders in der frühen Neuzeit (wohl auch im Mittelalter schon existent) sind weitere Arten von Tänzen überliefert, z. B. der Kriegstanz, der vor dem Kampf zur Beschwörung der Moral aufgeführt wird und der Schwerttanz, der die männliche Fechtfähigkeit herausstellen soll. Demgegenüber steht das Motiv des wilden Tanzes ohne Affektkontrolle, um literarisch den Gegner bzw. das Fremde zu diffamieren. Beispielhaft kann hier die Darstellung der Feinde Karls des Großen in dem um 1172 verfassten mittelhochdeutschen ‚Rolandslied‘ des Pfaffen Konrad angeführt werden. Ebenfalls wurde das Motiv des wilden Tanzes auch zur Beschreibung der Tänze der unteren Gesellschaftsschichten und zur Warnung vor dem Tanzen genutzt.

## Die Totentänze des Spätmittelalters
Eine weitere nennenswerte Form der ‚Tanzlieder‘, die auf metaphorischer Ebene ‚Tanz‘ thematisieren, sind die zum Ende des Mittelalters aufkommenden Totentänze. Als Beispiel sind hier der Basler Totentanz (entstanden etwa im 15. Jahrhundert) und der Lübecker Totentanz (um 1463) zu nennen. Thematisiert wird bei den Totentänzen die Sterblichkeit aller Menschen unabhängig von ihrem Stand, Alter oder Reichtum. Dargestellt wird dies in Form eines Reigentanzes mit dem Tod, der jeden auffordert ‚mitzutanzen‘, vom Papst über den Kaiser bis zum Bauern und zum Kind. Besonders zur Zeit der großen Pestepidemien im 14. und 15. Jahrhundert fanden diese Darstellungen der Totentänze großen Anklang. Trotz der eher negativen Bewertung des Reigentanzes aus klerikaler Sicht wird beim Totentanz die Tanzform des Reigens in einer kirchlichen Darstellung aufgegriffen und jeder sterbliche Mensch muss mittanzen. Hier wird durch die Form des Reigens bzw. Reihentanzes die symbolisierte Vergänglichkeit jedes einzelnen Menschen dargestellt. Die Kombination aus dem unvermeidbaren Tanz und der gesamten Christenheit erzeugt eine mahnende und schauerliche Wirkung.